# Oberrothenbach
Oberrothenbach ist seit dem 1. Januar 1999 ein Ortsteil von Zwickau, das seit 2008 Kreisstadt des Landkreises Zwickau im Freistaat Sachsen ist. Der Ort zählt zurzeit etwa 600 Einwohner, liegt im Stadtbezirk Zwickau-Nord und trägt die amtliche Nummer 35.

## Geografische Lage

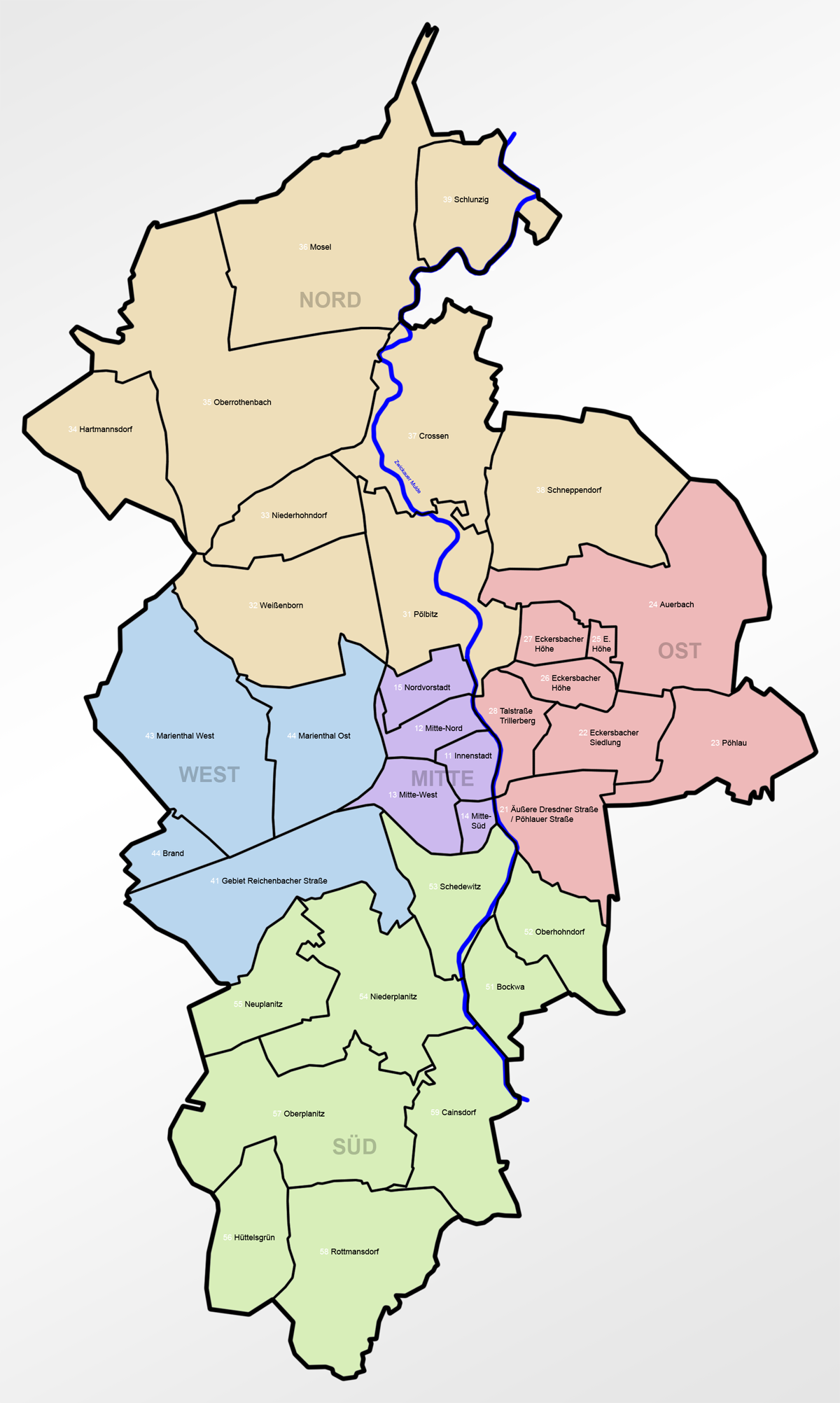
Stadtbezirke und Stadtteile von Zwickau

Oberrothenbach liegt im Norden von Zwickau und westlich der Zwickauer Mulde. Im Westen des Orts lag der Ortsteil Helmsdorf, der in den 1950er Jahren größtenteils zur Anlage der „Industriellen Absetzanlage Helmsdorf“ abgebrochen wurde. Der Ort liegt zwischen den Zwickauer Stadtteilen Crossen im Osten und Mosel im Norden sowie Hartmannsdorf im Westen und Niederhohndorf im Süden.

### Nachbarorte
|               | Lauenhain mit Gersdorf und Harthau          | Mosel          |
| Dänkritz      | Kompassrose, die auf Nachbargemeinden zeigt | Crossen        |
| Hartmannsdorf | Weißenborn                                  | Niederhohndorf |

## Geschichte
Das Bauerndorf Oberrothenbach wurde im Jahr 1221 als „Rudnbax“ erwähnt. Seit 1248 war der Ort nach Mosel gepfarrt. Über Jahrhunderte gehörte Oberrothenbach zu den Schönburgischen Herrschaften, wenngleich der fast gänzlich von Orten des kursächsischen bzw. königlich-sächsischen Amts Zwickau, wie dem späteren Ortsteil Helmsdorf, umgeben war. Oberrothenbach unterstand zunächst einem schönburgischen Vasallengericht, das mit dem schönburgischen Rittergut Obermosel verbunden war. Die Grundherrschaft über den Ort lag jedoch anteilig bei den Rittergütern Mittel- und Niedermosel, die zum sächsischen Amt Zwickau gehörten. Im 19. Jahrhundert unterstand Oberrothenbach der schönburgischen Herrschaft Glauchau, Amt Hinterglauchau. Nachdem auch auf dem Gebiet der Rezessherrschaften Schönburg im Jahr 1878 eine Verwaltungsreform durchgeführt wurde, kam Oberrothenbach mit dem schönburgischen Anteil von Obermosel zur Amtshauptmannschaft Zwickau.
Am 1. April 1938 erfolgte die Eingemeindung des westlichen Nachbarorts Helmsdorf nach Oberrothenbach. 1952 wurde Oberrothenbach mit Helmsdorf dem Kreis Zwickau-Land im Bezirk Chemnitz (1953 in Bezirk Karl-Marx-Stadt umbenannt) zugeordnet.
Ab Ende der 1940er Jahre wurden im östlich gelegenen Nachbarort Crossen durch die SAG Wismut in einem hier ansässigen Großbetrieb Uranerze für die UdSSR aufbereitet. Die um 1890 angelegte Kiesgrube von Helmsdorf, die vor 1945 als Kriegsgefangenenlager genutzt wurde, war zur Ablagerung von Uranschlamm aus Crossen vorgesehen. Nachdem im Jahr 1956 die Tätigkeit der SDAG Wismut in Helmsdorf begonnen hatte, wurde der Ort bis 1958 zwangsausgesiedelt und anschließend abgerissen. Auf dem Gelände entstand die Industrielle Absetzanlage (IAA) Helmsdorf, in die über einen Schlauchförderer die flüssigen Prozessabfälle der Erzaufbereitung Crossen gepumpt und abgelagert wurden. Einen radioaktiven Unfall kleineren Ausmaßes erlebten im Jahr 1961 die Einwohner von Oberrothenbach. Nachdem ein für den Wasserrücklauf bestimmtes, in der Industriellen Absetzanlage (IAA) Helmsdorf vertikal verlaufendes Rohr, im unteren Teil gebrochen war, brach es durch Überdruck auch an der Außenseite des Dammes. Dadurch flossen große Mengen des radioaktiven Schlammes durch das Dorf hindurch in die Zwickauer Mulde. Da der Schaden nicht sofort behoben werden konnte, hielt dieser Zustand mehrere Tage an. Nur der engen Tallage war es letztendlich zu verdanken, dass Wohnhäuser nicht kontaminiert wurden.
Am 1. Januar 1999 wurde Oberrothenbach nach Zwickau eingemeindet. Bis dahin bestand es aus den Teilgemeinden Oberrothenbach und Helmsdorf. Teile von Helmsdorf sind allerdings in einem Schlammteich, in den jahrelang die Reste der Erzwäsche (Wismutwäsche) eingelagert wurden, verschwunden. Seit vielen Jahren läuft dort die Sanierung. Das radioaktiv verseuchte Wasser wird gesäubert und in die Zwickauer Mulde geleitet.
Oberrothenbach ist seit der Eingemeindung eine Ortschaft im Sinne der §§ 65 bis 69 der Sächsischen Gemeindeordnung und hat einen Ortschaftsrat. Ortsvorsteher ist seit 2000 Carsten Schick (FDP).

## Bevölkerungsentwicklung
| Datum             | Einwohnerzahl |
| ----------------- | ------------- |
| 31. Dezember 1999 | 689           |
| 31. Dezember 2000 | 664           |
| 31. Dezember 2001 | 661           |
| 31. Dezember 2002 | 676           |
| 31. Dezember 2003 | 660           |
| 31. Dezember 2004 | 643           |
| 31. Dezember 2005 | 618           |

Quelle: Städtebauliches Entwicklungskonzept der Stadt Zwickau 2020 (Stand: Juni 2006).

## Wirtschaft und Verkehr

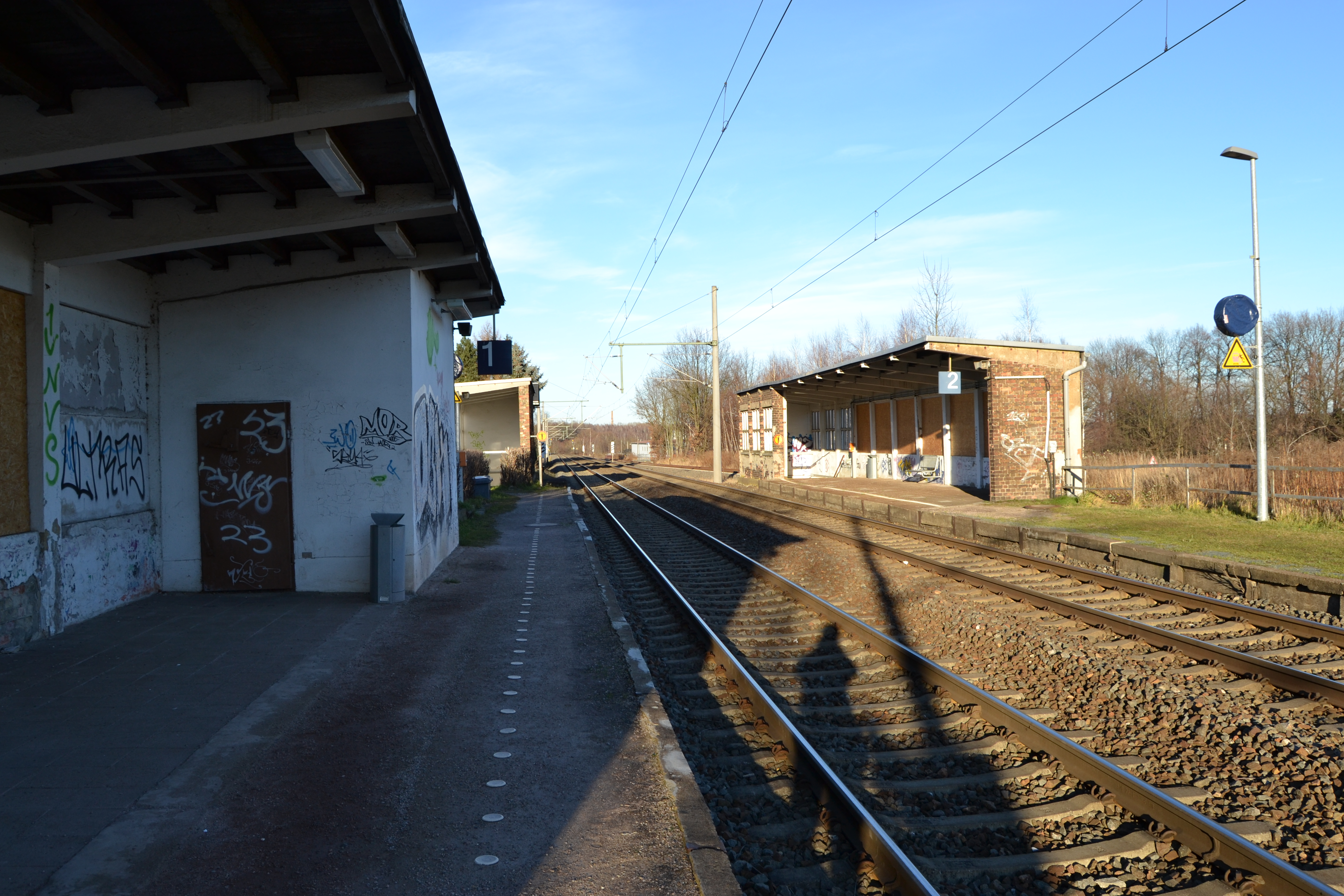
Haltepunkt Oberrothenbach

Es befindet sich hier die Zentralkläranlage Zwickaus. Oberrothenbach besitzt einen Haltepunkt an der Bahnstrecke Dresden–Werdau und ist somit per Zug erreichbar. Außerdem kann der Ort durch die Buslinie 111 (Zwickau-Glauchau) erreicht werden.

## Vereine und Einrichtungen
Oberrothenbach besitzt eine Freiwillige Feuerwehr, eine Festwiese, auf der sämtliche Feste und Veranstaltungen (z. B. Weihnachtsmarkt, Dorffest etc.) durchgeführt werden. Ebenso befindet sich dort ein Kinderspielplatz.
Im ehemaligen Helmsdorf befindet sich ein Reitsportverein.